# Coppa Federale Siciliana
La Coppa Federale Siciliana era un torneo nato per dare la possibilità alle squadre siciliane di partecipare ad una competizione ufficiale federale, dopo la mancata ammissione delle società isolane alla Prima Categoria in seguito alla prima guerra mondiale. Organizzata su impulso del commissario della FIGC in Sicilia Vincenzo Manno, si disputò una sola edizione del torneo, nel maggio del 1920. Parteciparono le migliori quattro formazioni siciliane dell'epoca: Palermo, Messinese, Marsala e Catanese. La coppa fu vinta dalla squadra del capoluogo regionale, in finale contro la Messinese. I risultati della semifinale della zona orientale sono controversi e con precisione è noto solo che la Messinese passò il turno ai danni della Catanese.

## Semifinali
|           | Andata, 5-5-1920 |          |
| --------- | ---------------- | -------- |
| Messinese | 9 - 1            | Catanese |
| Palermo   | 7 - 0            | Marsala  |

|          | Ritorno, 11-5-1920 |           |
| -------- | ------------------ | --------- |
| Catanese | 2 - 6              | Messinese |
| Marsala  | 0 - 1              | Palermo   |

## Finale

### Andata
|         | Palermo, 18-5-1920 |           |
| ------- | ------------------ | --------- |
| Palermo | 3 - 2              | Messinese |

### Ritorno
|           | Messina, 23-5-1920 |         |
| --------- | ------------------ | ------- |
| Messinese | 0 - 0              | Palermo |

Messinese: Lucchesi, Prestamburgo, Nebbia, Fulci, Stracuzzi, Starvaggi, De Zardo, Barone, Gallina, De Nicola, Allegra.
Palermo: De Lucia, Bottega, Mannino, Sichera, Trabucco, Pirandello, Grippi, Aliotta, Brancaleone, Ferro, Frangipane. 
Arbitro: Peregalli.